# Trichepidosis petiolatus
Trichepidosis petiolatus är en tvåvingeart som beskrevs av Boris Mamaev 1990. Trichepidosis petiolatus ingår i släktet Trichepidosis och familjen gallmyggor. Inga underarter finns listade i Catalogue of Life.